# Reprezentacja Andory w piłce siatkowej mężczyzn
Reprezentacja Andory w piłce siatkowej mężczyzn — reprezentacja narodowa w piłce siatkowej założona w 1987 roku, występująca na arenie międzynarodowej 1987 roku, czyli od powstania Narodowego Związku Piłki Siatkowej. Od 1987 roku jest członkiem FIVB i CEV. Za jej funkcjonowanie odpowiedzialny jest Federació Andorrana de Voleibol (FAV).
Andora nigdy nie zakwalifikowała się do żadnego turnieju głównego.

## Rozgrywki międzynarodowe
Mistrzostwa Europy Małych Państw:
- 2000 - nie brała udziału
- 2002 - 6.
- 2004 - 5.
- 2007 -  2.
- 2009 - nie brała udziału
- 2011 -  3.
- 2013 - nie brała udziału
- 2015 - 6.
- 2017 - 7.
- 2019 - nie brała udziału

Igrzyska małych państw Europy:
- 1987 - 1993 - nie brała udziału
- 1995 -  2.
- 1997 -  3.
- 1999 - 2001 - nie brała udziału
- 2003 - 4.
- 2005 -  2.
- 2007 - 4.
- 2009 -  2.
- 2011 - 6.
- 2013 - 2019 - nie brała udziału